# نينهيدرين
نينهيدرين هو مركب كيميائي اسمه حسب منظمة أيوباك هو 2.2-ثنائي هيدروكسي-1هـ-اندين-1.3-(2هـ)-دايون. يستعمل  في تحليل البروتينات والسلاسل الببتيدية حيث أن له القدرة على كشف الروابط الببتيدية وبشكل خاص مجموعة الأمينو أو الأمينات الأولية أو الثانوية. النينهيدرين له خصائص التحسس الإشعاعي.

## نبذة تاريخية
تم اكتشافه عام 1910 من قبل العالم سيجفريد روهمان. في عام 1954 اقترح كلا من أودين وفون هوفستن استخدام النينهيدرين ككاشف لبصمات اليد على الأوراق والأسطح المسامية 

## الاستخدامات
يستخدم النينهيدرين في تحليل الأحماض الأمينية في البروتينات. معظم الأحماض الأمينية تتميأ (تتحلل مائيا) وتتفاعل مع النينهيدرين. هناك بعض الأحماض الأمينية لا تتفاعل أو تتحطم أثناء تفاعلها مع النينهيدرين. لذا، عملية التعرف على مثل هذه الأحماض الأمينية تتطلب تحليلا منفصلا.
كما أسلفنا آنفاً فإن النينهدرين يستخدم أيضاً في الكشف عن البصمات حيث أن عرق الإنسان يحتوي على الأقل على عشر أحماض أمينية، هذه الأحماض تلتصق بالأوراق أثناء لمسها، تتفاعل مع النينهيدرين بكل سهولة وبالتالي فإنها تترك أثراً يتبع خطوط بصمة اليد.

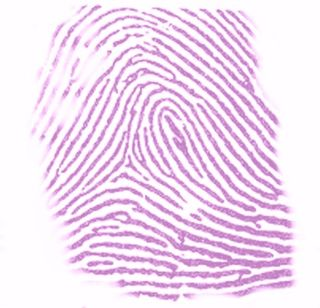
طبعة تم الحصول عليها من بصمة إبهام عولجت بالنينهيدرين.

تفاعل الننهدرين مع الحموض الامينية: يعطي هذا التفاعل (عند درجة حموضة اقل من 5 ) النشادر و ثنائي اكسيد الكربون و الالدهيد الموافق 

## اقرأ أيضاً
- إندان